# 李粛 (孫呉)
李 粛（り しゅく）は、中国三国時代の呉の政治家。字は偉恭。本貫は荊州南陽郡。

## 生涯
若年時から才能をもって聞こえ、議論を善くし、人物の成否を的中させた。後進を推薦するに当たってその述べるところは、詳細でありながら筋道が通り、人々を感服させるものだった。孫権により選曹尚書に任用されると、才ある人物を選抜していると称された。地方への転出を求め、桂陽太守に着任すると、また官民の心服を得た。中央に召還されて卿に昇ったが、ちょうど死去した。彼の知人もそうでない者も、揃ってその死を痛惜した。
歩騭が孫登の求めに応じて、荊州で事業に臨んでいる者11人の名を挙げた時、李粛もその中に含まれている。
若年時の孟宗の学問の師を務め、彼を宰相の器と評した。後に孟宗は司空の位にまで昇った。